# Cerje (Zagreb)
Cerje je naselje u sastavu Grada Zagreba. Nalazi se u gradskoj četvrti Sesvete.
U naselju se nalazi Župna crkva sv. Ivana apostola i evanđelista koja je kulturno dobro.
Mjesto je nazvano po hrastu (Quercus cerris).

## Stanovništvo
Prema popisu stanovništva iz 2001. godine, naselje je imalo 404 stanovnika te 114 obiteljskih kućanstava.

Prema popisu stanovništva 2011. godine naselje je imalo 398 stanovnika.
| broj stanovnika | 157   | 100   | 133   | 149   | 201   | 236   | 215   | 254   | 233   | 228   | 271   | 253   | 229   | 320   | 404   | 398   | 408   |
|                 | 1857. | 1869. | 1880. | 1890. | 1900. | 1910. | 1921. | 1931. | 1948. | 1953. | 1961. | 1971. | 1981. | 1991. | 2001. | 2011. | 2021. |